# Brock Faber
Brock Faber (* 22. August 2002 in Maple Grove, Minnesota) ist ein US-amerikanischer Eishockeyspieler, der seit April 2023 bei den Minnesota Wild in der National Hockey League unter Vertrag steht. Auf internationaler Ebene vertrat der Verteidiger die Nationalmannschaft der USA bei den Olympischen Winterspielen 2022.

## Karriere
Brock Faber wurde in Maple Grove geboren und lief in seiner Jugend bis 2018 für lokale Nachwuchsmannschaften auf. Zur Saison 2018/19 wurde er ins USA Hockey National Team Development Program (NTDP) aufgenommen, die zentrale Talentschmiede des US-amerikanischen Verbandes USA Hockey. Mit den U17- und U18-Auswahlen des NTDP, die auch als Nachwuchsnationalmannschaften fungieren, nahm der Verteidiger in den folgenden zwei Jahren am Spielbetrieb der United States Hockey League (USHL) teil, der ranghöchsten Juniorenliga des Landes. Anschließend wurde er im NHL Entry Draft 2020 an 45. Position von den Los Angeles Kings ausgewählt.
Zur Saison 2020/21 schrieb sich Faber an der University of Minnesota ein, sodass er fortan mit deren „Golden Gophers“ in der Big Ten Conference auflief, einer Liga im Spielbetrieb der National Collegiate Athletic Association (NCAA). Als Freshman berücksichtigte man ihn nach 12 Scorerpunkten und einer Plus/Minus-Statistik von +17 im All-Rookie Team, während er mit dem Team zugleich die Meisterschaft der Big Ten Conference gewann. Im Folgejahr wählte man ihn bereits ins First All-Star Team der Big Ten, wobei er darüber hinaus als Defensivspieler des Jahres der Saisons 2021/22 und 2022/23 geehrt wurde. Ferner fungierte er in der Spielzeit 2022/23 als Mannschaftskapitän der Golden Gophers.
Die Los Angeles Kings hatten die Rechte an Faber bereits im Juni 2022 samt einem Erstrunden-Wahlrecht im NHL Entry Draft 2022 zu den Minnesota Wild gesandt und im Gegenzug Kevin Fiala erhalten. Minnesota wiederum stattete den nun in seiner Heimat spielenden Verteidiger im April 2023 mit einem Einstiegsvertrag aus, ehe er wenige Tage später zu seinem Debüt in der National Hockey League (NHL) kam. Mit Beginn der Saison 2023/24 etablierte er sich im NHL-Aufgebot der Wild und wurde im Januar 2024 als NHL-Rookie des Monats ausgezeichnet. Er beendete die Spielzeit mit 47 Punkten in 82 Einsätzen, sodass er sich (gemeinsam mit Luke Hughes) auf dem zweiten Rang der Rookie-Scorerliste platzierte. Neben Hughes und Connor Bedard wurde der US-Amerikaner dann auch für die Calder Memorial Trophy als bester Rookie der Liga nominiert, die in der Folge jedoch Bedard gewann. Allerdings berücksichtigte man alle drei im NHL All-Rookie Team. Anschließend unterzeichnete Faber im Juli 2024 einen neuen Achtjahresvertrag in Minnesota, der ihm mit Beginn der Saison 2025/26 ein durchschnittliches Jahresgehalt von 8,5 Millionen US-Dollar einbringen soll.

### International
Erste internationale Erfahrungen sammelte Faber bei der World U-17 Hockey Challenge 2018, wo er mit der US-amerikanischen Auswahl den achten Platz belegte. Mit der U20-Nationalmannschaft folgte anschließend die Goldmedaille bei der U20-Weltmeisterschaft 2021. Nachdem die U20-Weltmeisterschaft 2022 bereits kurz nach Beginn abgebrochen wurde, vertrat der Abwehrspieler die Vereinigten Staaten bei den Olympischen Winterspielen 2022, die das Team USA auf dem fünften Platz beendete. Anschließend führte er seine Mannschaft beim nachgeholten Turnier der U20-WM im Sommer 2022 als Kapitän an, wo man letztlich ebenfalls den fünften Rang belegte.

## Erfolge und Auszeichnungen
- 2021 Big Ten All-Rookie Team
- 2021 Meisterschaft der Big Ten mit der University of Minnesota
- 2022 Big Ten First All-Star Team
- 2024 NHL-Rookie des Monats Januar
- 2024 NHL All-Rookie Team

### International
- 2021 Goldmedaille bei der U20-Weltmeisterschaft

## Karrierestatistik
Stand: Ende der Saison 2024/25

### International
Vertrat die USA bei:
| - World U-17 Hockey Challenge 2018 - U20-Weltmeisterschaft 2021 - abgebr. U20-Weltmeisterschaft 2022 | - Olympischen Winterspielen 2022 - U20-Weltmeisterschaft 2022 - 4 Nations Face-Off 2025 |

(Legende zur Spielerstatistik: Sp oder GP = absolvierte Spiele; T oder G = erzielte Tore; V oder A = erzielte Assists; Pkt oder Pts = erzielte Scorerpunkte; SM oder PIM = erhaltene Strafminuten; +/− = Plus/Minus-Bilanz; PP = erzielte Überzahltore; SH = erzielte Unterzahltore; GW = erzielte Siegtore; 1 Play-downs/Relegation; Kursiv: Statistik nicht vollständig)